# 西街少年
《西街少年》（英語：Westside Story）。2003年三立華人電視劇週日十點檔系列的第四部作品。全劇共16集，由三立電視、唐人影视製作。孫協志、霍建華、劉品言、王心凌領銜主演。该剧改编自曾在西门町发生的真实愛情故事，主要讲述了称霸西街顽皮却又十分正义的三男一女演绎的爱情故事。2003年9月21日起於華視首播，三立都會台也於2003年9月27日起首播。

## 劇情
游亞魚和他的夥伴王星杰、愛森斯(馮愛森)和大BECK(劉嬌玫)是住在西街的不良份子，他們以廢棄巴士為據點，過著追求刺激與冒險的自由生活，然而當游亞魚遇見來自美國的邢望後，他們身處的西街起了翻天覆地的變化。亞魚在捉竊賊的時候邂逅了外來的高中生藍玉梨，藍玉梨企圖尋找自己的學姐、在西街失蹤的援交女郎沈銀荷，卻被亞魚趕出西街。游亞魚在得知竊賊的難處後找上正在競選的陳議員協助，但他們透過愛森斯發明的竊聽器發現議員是個偽君子後，親自出馬解決了竊賊家中的困難，還當眾播放竊聽到的談話讓議員出醜。
某日，游亞魚投出的棒球被神秘人士投出的另一顆球打回，他認為自己遇見了前所未見的對手，不斷尋找對方下落，最後發現對方是自己原先很看不起的邢望。兩人交手，不分勝負，便以尋找西街警察高洪健的失槍為競賽，在游亞魚找到失槍後，邢望認定游亞魚有與自己正式決鬥的資格。藍玉梨為了找沈銀荷和人起衝突，在游亞魚為她解危後，她對游亞魚漸漸改觀，而不知自己父親是何人的游亞魚對藍玉梨有個幸福的家庭也感到沮喪。警方在這起事件中還發現一把有沈銀荷指紋的手槍，兩人便以尋找沈銀荷做為決鬥內容。
游亞魚與藍玉梨暫時停戰，一起尋找沈銀荷，但邢望卻搶先一步，邢望找援交少女假扮成沈銀荷，誘出握有沈銀荷線索的男子辜天樂，而游亞魚也緊追在後。邢望和游亞魚再度交手，仍舊不分高下，而辜天樂也不見蹤影。藍玉梨發現游亞魚協助自己尋找沈銀荷不過是為了決鬥，一度與他決裂，但後來和大BECK一起變裝追查辜天樂，雖然一度接觸他，但後者在邢望的幫助下逃走。辜天樂向邢望表示自己愛上了沈銀荷，並為了讓她不再援交而持槍行搶三千萬，沈銀荷是為了保護辜天樂，自己把指紋沾上手槍，辜天樂意識到這點後向警方自首，他與沈銀荷在警局許下承諾後入監服刑。
沈銀荷仍在從事援交，她遇見邢望後認為他是自己的知音，但他們道別的情景被王星等人撞見，進而演變成游亞魚與邢望的決鬥。游亞魚和邢望在燃燒的木頭陣上對決，爭奪西街最強的名號，儘管雙方勢均力敵，卻因為藍玉梨的失誤而使邢望得勝，因此游亞魚與藍玉梨的關係又疏遠了。邢望為了不讓沈銀荷再接客而包養她，於是沈銀荷回校學習。在沈銀荷探辜天樂的監時，聽到他說出存在主義的名言，後來她發現辜天樂對存在主義一竅不通，兩人的關係漸漸疏遠，而略懂存在主義的王星藉機與沈銀荷拉進關係。
故事揭露了邢望的過去，他的父親是日理萬機的電腦大亨，母親因墜機意外過世，邢望渴望自己能如同《尋母三千里》的主角一樣前往布宜諾斯艾利斯尋找屬於自己的東西。邢望向游亞魚透露自己知道他父親是誰，但他因意外而爽約，憤怒的游亞魚到邢望的住處大鬧，反而害自己的右眼被碎玻璃刺傷。在照顧游亞魚的過程中，藍玉梨與亞魚關係大近，但她也因此對父母說謊。游亞魚在動眼部手術前拿到藍玉梨為自己精心製作的光碟，感動落淚，眼中的玻璃片隨淚水而出。就在兩人感情變好時，他們聽到游亞魚之母游蘭蘭和藍玉梨之父藍楓書的對話，誤以為藍楓書是游亞魚的父親。
一晚，孤單的邢望來到沈銀荷的住處，和她相擁而眠，這讓沈銀荷不想再苦等無法相擁的辜天樂。但沈銀荷得到邢望的錢後十分揮霍，失常行為被藍玉梨發現並告知邢望，讓邢望感到傷心。邢望認為自己不能愛上沈銀荷，便謊稱游亞魚之父是藍楓書，藉此把藍玉梨留在自己身邊，這也讓藍玉梨更憎恨父親。邢望藉著綁架自己想引父親出面關心，卻因毫無效果而自殘洩憤，他被游亞魚等人救回，意外得知自己的母親是自殺而死。
游亞魚從綁架信上的錯字發現自己的父親並非藍楓書，追問邢望後得知自己的父親名為第五正，此事讓藍玉梨無比歡欣，游亞魚起初仍放不下自尊，後來坦承面對自己對藍玉梨的感情，兩人正式交往，但他們的感情遭到藍楓書夫婦阻止，游亞魚為此發憤圖強，但沒有學校肯收他。
邢望與沈銀荷傾吐回憶，發現兩人對彼此均有情意，在沈銀荷探監時，辜天樂意會到沈銀荷已經不愛自己，便趁王星參訪監獄時托他打探。沈銀荷受王星的啟發，認為辜天樂就像王爾德筆下犧牲自己的快樂王子，便回絕邢望參雜金錢的感情。但邢望認為是王星從中作梗，便與他拳腳相向，此事讓藍楓書知道，藍楓書不希望女兒再和西街份子鬼混，想她送去英國讀書，而沈銀荷則被學校開除，她向藍玉梨和邢望道別後便投水自盡，雖然被邢望救回，但她對生命只剩下絕望。在王星和邢望的安排下，沈銀荷與辜天樂見面並與他分手，在邢望的安排下，沈銀荷進入耶魯大學就讀。
邢望向游亞魚透露自己與第五正相識的過程，並給他第五正的電話號碼，但游亞魚不願打電話給他，王星等人暗記電話號碼，把第五正從阿根廷找來西街。游亞魚無法原諒拋妻棄子的第五正，但後來從第五正的日記得知父母往事，發現自己錯怪父親。
游亞魚和邢望進行終極決鬥，他騎腳踏車與邢望的野狼125正面對撞，因而昏迷不醒，在藍玉梨及友人悉心照料下，游亞魚從昏迷中甦醒，搭上王星等人為了證明自己有所作為而修好的廢棄巴士慶祝。最後，眾人把自己鎖在心中的最重要的物品放到船上，放逐到大海。大BECK改為女性打扮、王星最後成為電視台編劇、游亞魚則進入學校就讀，他在入學後發現藍玉梨並沒有離開，而邢望成了學校老師，這對重逢的宿敵將持續他們在西街的故事。

### 主要演員
| 演員   | 角色   |
| 孫協志 | 游亞魚 |
| 劉品言 | 藍玉梨 |
| 霍建華 | 邢望   |
| 王心凌 | 沈銀荷 |
| 王仁甫 | 王星杰 |
| 王少偉 | 辜天樂 |
| 許孟哲 | 馮愛森 |
| 周靂岑 | 劉嬌玫 |

### 其他演員
| 演員        | 角色           |
| 吳懷恩      | 游亞蛙         |
| 李志希      | 藍楓書         |
| 陳孝萱      | 杜梔           |
| 張倩        | 藍玉梨母親     |
| 李興文      | 高洪健         |
| 鐘琴 (藝人) | 游蘭蘭         |
| 譚耀文      | 第五正         |
| 蔡阿炮      | 牛肉麵店老闆   |
| 劉亮佐      | 王星傑父親     |
| 趙小僑      | 松本美利子     |
| 李蕙瑛      | 張文迪母親     |
| 蘇見信      | 流氓           |
| 小炳        | 流氓           |
| 鄒少官      | 廣島良         |
| 楚宣        | 小可愛         |
| 高捷        | 邢正和         |
| 涂善妮      | 邢望母親       |
| 王信翔      | 街頭格鬥主持人 |
| 張富貴      | 邢望助理       |
| 王德生      | 松本美利子父親 |
| 尤瓏澍      | 虎哥           |
| 唐川        | 邢正和助理     |
| 楊德意      | 高中校長       |
| 馮惠民      | 高中會計       |
| 吳炎棟      | 雜貨店老闆     |
| 蔡均安      | 陳正文         |
| 張宇豪      | 張文迪         |

## 播放列表
| 集數       | 標題            |
| 01         | 王者之戰        |
| 02         | 終極對手        |
| 03         | 零點狙擊        |
| 04         | 墮落天使        |
| 05         | 浪漫風暴        |
| 06         | 英雄無淚        |
| 07         | 玻璃之淚        |
| 08         | 炎之對決        |
| 09         | 迷尋孤星        |
| 10         | 緣起西街        |
| 11         | 傻瓜情人        |
| 12         | 折翼天使        |
| 13         | 叛逆旅程        |
| 14         | 青春無悔        |
| 15         | 西街傳說        |
| 16(最終回) | WE ARE THE BEST |

## 主題曲、插曲
| 歌名            | 主唱           | 類別   |
| --------------- | -------------- | ------ |
| 傳說            | 5566           | 片頭曲 |
| 存在            | 5566           | 片尾曲 |
| 當你            | 王心凌         | 插曲   |
| 夢囈Set me Free | 王少偉         | 插曲   |
| HuLaHu          | R&B            | 插曲   |
| 煎熬            | 孫協志+ 王心凌 | 插曲   |
| 傻瓜情人        | 王仁甫         | 插曲   |

## 製作團隊
- 監製：李國立、陳玉珊、李伟基
- 製作人：李國立
- 策劃：蔡藝儂
- 腳本：鄧紫珊
- 導演：麥貫之、吳錦源
- 編劇：黃浩然、歐玉嫻、王少敏、楊佩雯
- 總監制：文樹森、蘇麗媚、李國立
- 出品人：黃良好、張榮華、李健能
- 策劃：蔡藝儂、陳玉珊
- 美術總監：何創聲
- 美術指導：郭碧茵
- 造型指導：陸叔遠
- 道具統籌：李健裕
- 梳化：張偉杰
- 武指：殷健偉
- 副武指：梁嘉雄
- 攝影：黎紅宙
- 燈光：張大偉
- 剪接：許漢堅
- 劇照：陳晉生
- 插畫：2D馬賽克
- 統籌：李能謙
- 製片：郭木盛
- 執行製作：李偉基
- 演員聯絡：胡家齊 林妮萍
- 副導演：戴彥、程玉帆
- 編審：鄧紫珊
- 翻譯：謝昇峰

## 作品的變遷
| 臺灣 華視主頻 每週日 21:40 - 23:10          | 臺灣 華視主頻 每週日 21:40 - 23:10                                                             | 臺灣 華視主頻 每週日 21:40 - 23:10 |
| ------------------------------------------- | ---------------------------------------------------------------------------------------------- | ---------------------------------- |
|                                             | 西街少年 （2003年9月21日－2004年1月4日） 西街少年－完全星娛樂 （2004年1月11日－2004年1月18日） |                                    |
| 海豚灣戀人 （2003年5月18日－2003年9月14日） | 雪天使 （2004年1月25日－2004年5月2日）                                                         |                                    |

| 臺灣 三立都會台 每週六 21:00 - 22:30        | 臺灣 三立都會台 每週六 21:00 - 22:30                                                            | 臺灣 三立都會台 每週六 21:00 - 22:30 |
| ------------------------------------------- | ----------------------------------------------------------------------------------------------- | ------------------------------------ |
|                                             | 西街少年 （2003年9月27日－2004年1月10日） 西街少年－完全星娛樂 （2004年1月17日－2004年1月24日） |                                      |
| 海豚灣戀人 （2003年5月24日－2003年9月20日） | 雪天使 （2004年1月31日－2004年5月8日）                                                          |                                      |

1. ↑  . 蘋果日報. 2003-08-08  [2017-07-30]. （原始内容存档于2017-07-30） （中文（臺灣））.
2. ↑  . 東森新聞. 2003-08-15  [2017-07-30]. （原始内容存档于2017-07-30） （中文（臺灣））.